# Barbora Strýcová
Barbora Strýcová, w latach 2006–2015 występowała pod nazwiskiem Záhlavová-Strýcová (ur. 28 marca 1986 w Pilźnie) – czeska tenisistka, triumfatorka wielkoszlemowego Wimbledonu w grze podwójnej w 2019 i 2023 roku, finalista Australian Open 2020 również w deblu, dwukrotna mistrzyni juniorskiego Australian Open w latach 2002 i 2003, w deblu wygrywała trzykrotnie, brązowa medalistka igrzysk olimpijskich z Rio de Janeiro (2016) w grze podwójnej oraz zdobywczyni Pucharu Federacji w 2015 i 2016 roku. Reprezentantka Czech w letnich igrzyskach olimpijskich oraz w rozgrywkach Pucharu Federacji i Pucharu Hopmana. Liderka deblowego rankingu tenisistek od 15 lipca 2019 do 6 października 2019 i od 21 października 2019 do 2 lutego 2020.

## Kariera tenisowa
Rozpoczęła treningi tenisowe w wieku czterech lat. W 1999 roku zakwalifikowała się do juniorskich rozgrywek o Puchar Słowacji i doszła tam aż do ćwierćfinału. W styczniu 2000 roku sprawiła sensację, osiągając półfinał mistrzostw Czech. Do września 2001 kilkakrotnie pokonywana w finałach turniejów z uczestnikami do lat osiemnastu. Pechową passę przełamała w Hongkongu, wygrywając w półfinale z Mariją Szarapową. Na kolejne zwycięstwo czekała kilka miesięcy, ale odniosła je na jednym z najważniejszych pól bitwy – na kortach Melbourne Park. Strýcová zdobyła pierwsze mistrzostwo wielkoszlemowe, eliminując Martę Domachowską, Wierę Duszewinę i ponownie Szarapową. W 2002 roku była w finale US Open, pokonana przez Mariję Kirilenko. Została liderką obydwu klasyfikacji juniorskich. Obroną tytułu Australian Open w 2003 roku zakończyła występy w turniejach ITF do lat osiemnastu. Czeszka stała się także właścicielką trzech tytułów deblowych w Wielkim Szlemie. W Melbourne w 2001 wygrała, partnerując Petrze Cetkovskiej. W 2002 triumfowała na Roland Garros razem z Anną-Leną Grönefeld, a na Wimbledonie z Elke Clijsters.
W 2000 roku okazjonalnie próbowała swoich sił w turnieju kobiecym Międzynarodowej Federacji Tenisowej w Prestojevie. Po szybkiej porażce ponownie powróciła do tego typu zawodów dwa lata później. W maju 2002 odniosła pierwszą wygraną w Edynburgu, pokonując w finale Sofię Arvidsson. W 2003 w Londynie zadebiutowała w imprezie profesjonalnej, a stało się to na kortach Wimbledonu. Przegrała z Tetianą Perebyjnis. Swoje najlepsze wyniki osiągnęła w olimpijskim sezonie 2004, kiedy to była w ćwierćfinale w Strasburgu, czwartej rundzie Indian Wells i trzeciej w Amelia Island. 22 marca zadebiutowała w gronie stu najlepszych zawodniczek na świecie. W maju 2005 roku w Warszawie wygrała swój pierwszy turniej profesjonalny w grze podwójnej, partnerując Perebyjnis. Osiągnięcie powtórzyła w Rabacie razem z Émilie Loit. Po tym roku forma Strýcovej uległa znacznemu pogorszeniu. Czeszka wypadła z czołowej setki rankingu, a w 2006 tylko raz wystąpiła w profesjonalnej imprezie – w Pradze. W dziewięciu innych startach poległa w kwalifikacjach. W 2007 osiągnęła ćwierćfinał w Bogocie, przegrany z Tathianą Garbin. Powróciła do rywalizacji w cyklu Międzynarodowej Federacji Tenisowej i radziła sobie tam dobrze, zdobywając trzy tytuły.
W styczniu 2008 powróciła w dobrym stylu, dochodząc do finału deblowych zawodów w Auckland. W grze pojedynczej przegrywała w eliminacjach, wciąż osiągając wymierne rezultaty w imprezach kategorii ITF.
W latach 2010–2012 osiągała największe sukcesy w grze podwójnej wygrywając dwanaście turniejów rangi WTA. Na igrzyskach olimpijskich w Rio de Janeiro sięgnęły wspólnie z Lucie Šafářovą po brązowe medale w grze podwójnej. Po igrzyskach rozpoczęła starty z ówczesną liderką rankingu Sanią Mirzą. W trzech wspólnych pierwszych startach wygrały w Cincinnati i Tokio oraz doszły do ćwierćfinału US Open.
W październiku 2012 wykryto w jej organizmie sibutraminę, przez co nałożono na nią karę półrocznej dyskwalifikacji (do 15 kwietnia 2013).
W roku 2018 w grze podwójnej wygrała w Indian Wells, osiągnęła finał w Rzymie, triumfowała w New Haven, doszła do ostatniej rundy w Tokio i Wuhanie oraz zdobyła tytuł w Pekinie. Przez większą część sezonu jej partnerką deblową była Andrea Sestini Hlaváčková. W singlu osiągnęła półfinał w Birmingham i ćwierćfinał w Tokio.
Wygrała dwa turnieje w grze pojedynczej i sześciokrotnie przegrywała w finałach. W grze podwójnej łącznie wygrała w 31 turniejach (dziesięć razy w parze z Ivetą Benešovą, dziewięć razy w parze z Hsieh Su-wei, po dwa razy w parach z Renatą Voráčovą, Sanią Mirzą i Andreą Sestini Hlaváčkovą oraz po razie w parach z Tetianą Perebyjnis, Émilie Loit, Vanią King, Poloną Hercog, Klárą Zakopalovą i Karolíną Plíškovą), a także 19 razy przegrywała w finałach.
4 maja 2021 roku poinformowała o zakończeniu kariery tenisowej. 22 marca 2023 ogłosiła powrót do zawodowego tenisa.

## Życie prywatne
Jej rodzice noszą imiona Ilona i Jindřich. Siostra Ivona jest studentką i mieszka w Stanach Zjednoczonych. W 2006 roku poślubiła niemieckiego tenisistę, Jakuba Herm-Záhlava (ur. 12 maja 1980). Para rozwiodła się w 2015 roku. Strýcová aktywnie uprawia też łyżwiarstwo figurowe.

## Historia występów wielkoszlemowych
Legenda
     W, wygrany turniej
     F, przegrana w finale
     SF, przegrana w półfinale
     QF, przegrana w ćwierćfinale
     xR, przegrana w x rundzie
     Qx, przegrana w x rundzie kwalifikacji
     A, brak startu
     NH, turniej nie odbył się

### Występy w grze pojedynczej
| Australian Open        | A   | A   | 2R | 1R  | A   | A   | A  | 1R | 2R | 3R | 2R | A  | 2R | 3R | 4R | 4R | 4R | 1R | 1R | 1R  | A | A  | 0 / 14 | 17 – 14 |  |  |
| French Open            | A   | A   | 2R | 1R  | A   | A   | A  | 1R | 1R | 1R | 1R | 1R | 1R | 1R | 3R | 2R | 4R | 1R | 2R | A   | A | A  | 0 / 14 | 8 – 14  |  |  |
| Wimbledon              | A   | 1R  | 1R | 2R  | A   | 1R  | 3R | 1R | 3R | 2R | 1R | 2R | QF | 1R | 3R | 2R | 3R | SF | NH | A   | A | 2R | 0 / 17 | 22 – 17 |  |  |
| US Open                | A   | A   | 1R | 1R  | A   | A   | 1R | 2R | 1R | 1R | 1R | Q1 | 3R | 3R | 1R | 2R | 3R | 1R | A  | A   | A | 1R | 0 / 14 | 8 – 14  |  |  |
|                        |     |     |    |     |     |     |    |    |    |    |    |    |    |    |    |    |    |    |    |     |   |    |        |         |  |  |
| Ranking na koniec roku | 222 | 161 | 56 | 142 | 164 | 156 | 76 | 69 | 67 | 44 | 92 | 92 | 26 | 41 | 20 | 23 | 33 | 33 | 37 | 336 | – | –  | 0 / 59 | 55 – 59 |  |  |

### Występy w grze podwójnej
| Australian Open        | A | A   | A   | A  | 1R | 1R | 3R | 2R | 2R | 3R | 2R | A  | 2R | SF | 3R | 3R | QF | SF | F  | 2R | A | A  | 0 / 15 | 29 – 15  |  |  |  |
| French Open            | A | A   | A   | 2R | 3R | 1R | 1R | 2R | 3R | 1R | 1R | 1R | 2R | QF | 2R | A  | SF | 3R | 3R | A  | A | A  | 0 / 15 | 19 – 15  |  |  |  |
| Wimbledon              | A | A   | A   | 3R | 2R | 2R | A  | 3R | 3R | 3R | 2R | QF | 2R | 3R | 3R | 3R | 3R | W  | NH | A  | A | W  | 2 / 15 | 35 – 13  |  |  |  |
| US Open                | A | A   | A   | 1R | 1R | 1R | 1R | 2R | 3R | QF | 2R | 2R | SF | 3R | QF | SF | 3R | 3R | A  | A  | A | 3R | 0 / 16 | 27 – 15  |  |  |  |
|                        |   |     |     |    |    |    |    |    |    |    |    |    |    |    |    |    |    |    |    |    |   |    |        |          |  |  |  |
| Ranking na koniec roku | – | 339 | 179 | 43 | 54 | 80 | 66 | 35 | 20 | 22 | 20 | 44 | 32 | 28 | 17 | 15 | 5  | 1  | 2  | 26 | – | –  | 2 / 61 | 110 – 58 |  |  |  |

### Występy w grze mieszanej
| Australian Open | A | A | A  | A | A | A | A | A  | QF | 2R | A  | A | A | 1R | A | A | A | A | 1R | 1R | A | A  | 0 / 5  | 3 – 5   |  |  |  |
| French Open     | A | A | A  | A | A | A | A | A  | 2R | 2R | A  | A | A | A  | A | A | A | A | NH | A  | A | A  | 0 / 2  | 2 – 2   |  |  |  |
| Wimbledon       | A | A | QF | A | A | A | A | 2R | 1R | 2R | A  | A | A | 1R | A | A | A | A | NH | A  | A | 1R | 0 / 6  | 4 – 6   |  |  |  |
| US Open         | A | A | A  | A | A | A | A | A  | A  | QF | 1R | A | A | A  | A | A | A | A | NH | A  | A | QF | 0 / 3  | 4 – 3   |  |  |  |
|                 |   |   |    |   |   |   |   |    |    |    |    |   |   |    |   |   |   |   |    |    |   |    |        |         |  |  |  |
|                 |   |   |    |   |   |   |   |    |    |    |    |   |   |    |   |   |   |   |    |    |   |    | 0 / 16 | 13 – 16 |  |  |  |

## Finały turniejów WTA
| Legenda                     | Legenda |
| --------------------------- | ------- |
| Wielki Szlem                |         |
| Igrzyska olimpijskie        |         |
| WTA Tour Championships      |         |
| 1988 – 2008                 |         |
| Kategoria I                 |         |
| Kategoria II                |         |
| Kategoria III               |         |
| Kategoria IV                |         |
| Kategoria V                 |         |
| 2009 – 2020                 |         |
| WTA Premier Mandatory       |         |
| WTA Premier 5               |         |
| WTA Premier                 |         |
| WTA International Series    |         |
| WTA 125K series (2012–2020) |         |

### Gra pojedyncza 8 (2–6)
| Końcowy wynik | Nr | Data                 | Turniej    | Nawierzchnia  | Przeciwniczka        | Wynik finału  |
| ------------- | -- | -------------------- | ---------- | ------------- | -------------------- | ------------- |
| Finalistka    | 1. | 18 lipca 2010        | Praga      | Ceglana       | Ágnes Szávay         | 2:6, 6:1, 2:6 |
| Zwyciężczyni  | 1. | 18 września 2011     | Québec     | Twarda (hala) | Marina Erakovic      | 4:6, 6:1, 6:0 |
| Finalistka    | 2. | 9 lipca 2012         | Palermo    | Ceglana       | Sara Errani          | 1:6, 3:6      |
| Finalistka    | 3. | 15 czerwca 2014      | Birmingham | Trawiasta     | Ana Ivanović         | 3:6, 2:6      |
| Finalistka    | 4. | 18 października 2014 | Luksemburg | Twarda (hala) | Annika Beck          | 2:6, 1:6      |
| Finalistka    | 5. | 20 lutego 2016       | Dubaj      | Twarda        | Sara Errani          | 0:6, 2:6      |
| Finalistka    | 6. | 19 czerwca 2016      | Birmingham | Trawiasta     | Madison Keys         | 3:6, 4:6      |
| Zwyciężczyni  | 2. | 15 października 2017 | Linz       | Twarda (hala) | Magdaléna Rybáriková | 6:4, 6:1      |

### Gra podwójna 51 (32–19)
| Końcowy wynik | Nr  | Data                 | Turniej          | Nawierzchnia   | Partnerka                 | Przeciwniczki                                 | Wynik finału      |
| ------------- | --- | -------------------- | ---------------- | -------------- | ------------------------- | --------------------------------------------- | ----------------- |
| Finalistka    | 1.  | 20 lutego 2005       | Bogota           | Ceglana        | Ľubomíra Kurhajcová       | Emmanuelle Gagliardi Tina Pisnik              | 4:6, 3:6          |
| Zwyciężczyni  | 1.  | 1 maja 2005          | Warszawa         | Ceglana        | Tetiana Perebyjnis        | Klaudia Jans Alicja Rosolska                  | 6:1, 6:4          |
| Zwyciężczyni  | 2.  | 8 maja 2005          | Rabat            | Ceglana        | Émilie Loit               | Lourdes Domínguez Lino Nuria Llagostera Vives | 3:6, 7:6(5), 7:5  |
| Finalistka    | 2.  | 15 maja 2005         | Praga            | Ceglana        | Jelena Kostanić           | Nicole Pratt Émilie Loit                      | 7:6(6), 4:6, 4:6  |
| Finalistka    | 3.  | 2 stycznia 2006      | Auckland         | Twarda         | Émilie Loit               | Jelena Lichowcewa Wiera Zwonariowa            | 3:6, 4:6          |
| Finalistka    | 4.  | 5 stycznia 2008      | Auckland         | Twarda         | Martina Müller            | Lilia Osterloh Marija Korytcewa               | 3:6, 4:6          |
| Zwyciężczyni  | 3.  | 3 sierpnia 2008      | Sztokholm        | Twarda         | Iveta Benešová            | Petra Cetkovská Lucie Šafářová                | 7:5, 6:4          |
| Finalistka    | 5.  | 2 marca 2009         | Monterrey        | Twarda         | Iveta Benešová            | Nathalie Dechy Mara Santangelo                | 3:6, 4:6          |
| Finalistka    | 6.  | 13 lipca 2009        | Praga            | Ceglana        | Iveta Benešová            | Alona Bondarenko Kateryna Bondarenko          | 1:6, 2:6          |
| Zwyciężczyni  | 4.  | 21 września 2009     | Québec           | Twarda (hala)  | Vania King                | Sofia Arvidsson Séverine Brémond              | 6:1, 6:3          |
| Zwyciężczyni  | 5.  | 25 października 2009 | Luksemburg       | Twarda (hala)  | Iveta Benešová            | Vladimíra Uhlířová Renata Voráčová            | 1:6, 6:0, 10–7    |
| Zwyciężczyni  | 6.  | 14 lutego 2010       | Paryż            | Twarda (hala)  | Iveta Benešová            | Cara Black Liezel Huber                       | walkower          |
| Zwyciężczyni  | 7.  | 27 lutego 2010       | Acapulco         | Ceglana        | Polona Hercog             | Sara Errani Roberta Vinci                     | 2:6, 6:1, 10–2    |
| Zwyciężczyni  | 8.  | 7 marca 2010         | Monterrey        | Twarda         | Iveta Benešová            | Anna-Lena Grönefeld Vania King                | 3:6, 6:4, 10–8    |
| Finalistka    | 7.  | 10 lipca 2010        | Båstad           | Ceglana        | Renata Voráčová           | Gisela Dulko Flavia Pennetta                  | 6:7(0), 0:6       |
| Finalistka    | 8.  | 19 września 2010     | Québec           | Twarda (hala)  | Bethanie Mattek-Sands     | Sofia Arvidsson Johanna Larsson               | 1:6, 6:2, 6–10    |
| Zwyciężczyni  | 9.  | 2 października 2010  | Tokio            | Twarda         | Iveta Benešová            | Szachar Pe’er Peng Shuai                      | 6:4, 4:6, 10–8    |
| Zwyciężczyni  | 10. | 17 października 2010 | Linz             | Twarda (hala)  | Renata Voráčová           | Květa Peschke Katarina Srebotnik              | 7:5, 7:6(6)       |
| Finalistka    | 9.  | 24 października 2010 | Luksemburg       | Twarda (hala)  | Iveta Benešová            | Timea Bacsinszky Tathiana Garbin              | 4:6, 4:6          |
| Zwyciężczyni  | 11. | 14 stycznia 2011     | Sydney           | Twarda         | Iveta Benešová            | Květa Peschke Katarina Srebotnik              | 4:6, 6:4, 10–7    |
| Zwyciężczyni  | 12. | 6 marca 2011         | Monterrey        | Twarda         | Iveta Benešová            | Anna-Lena Grönefeld Vania King                | 6:7(8), 6:2, 10–6 |
| Zwyciężczyni  | 13. | 1 maja 2011          | Barcelona        | Ceglana        | Iveta Benešová            | Natalie Grandin Vladimíra Uhlířová            | 5:7, 6:4, 11–9    |
| Zwyciężczyni  | 14. | 18 czerwca 2011      | 's-Hertogenbosch | Trawiasta      | Klára Zakopalová          | Dominika Cibulková Flavia Pennetta            | 1:6, 6:4, 10–7    |
| Zwyciężczyni  | 15. | 25 października 2011 | Luksemburg       | Twarda (hala)  | Iveta Benešová            | Lucie Hradecká Jekatierina Makarowa           | 7:5, 6:3          |
| Zwyciężczyni  | 16. | 29 kwietnia 2012     | Stuttgart        | Ceglana (hala) | Iveta Benešová            | Julia Görges Anna-Lena Grönefeld              | 6:4, 7:5          |
| Zwyciężczyni  | 17. | 14 lipca 2012        | Palermo          | Ceglana        | Renata Voráčová           | Darija Jurak Katalin Marosi                   | 7:6(5), 6:4       |
| Finalistka    | 10. | 14 października 2012 | Linz             | Twarda (hala)  | Julia Görges              | Anna-Lena Grönefeld Květa Peschke             | 3:6, 4:6          |
| Finalistka    | 11. | 9 stycznia 2016      | Auckland         | Twarda         | Danka Kovinić             | Elise Mertens An-Sophie Mestach               | 6:2, 3:6, 5–10    |
| Zwyciężczyni  | 18. | 19 czerwca 2016      | Birmingham       | Trawiasta      | Karolína Plíšková         | Vania King Ałła Kudriawcewa                   | 6:3, 7:6(1)       |
| Zwyciężczyni  | 19. | 21 sierpnia 2016     | Cincinnati       | Twarda         | Sania Mirza               | Martina Hingis Coco Vandeweghe                | 7:5, 6:4          |
| Zwyciężczyni  | 20. | 24 września 2016     | Tokio            | Twarda         | Sania Mirza               | Liang Chen Yang Zhaoxuan                      | 6:1, 6:1          |
| Finalistka    | 12. | 1 października 2016  | Wuhan            | Twarda         | Sania Mirza               | Bethanie Mattek-Sands Lucie Šafářová          | 1:6, 4:6          |
| Finalistka    | 13. | 13 stycznia 2017     | Sydney           | Twarda         | Sania Mirza               | Tímea Babos Anastasija Pawluczenkowa          | 4:6, 4:6          |
| Finalistka    | 14. | 2 kwietnia 2017      | Miami            | Twarda         | Sania Mirza               | Gabriela Dabrowski Xu Yifan                   | 4:6, 3:6          |
| Zwyciężczyni  | 21. | 17 marca 2018        | Indian Wells     | Twarda         | Hsieh Su-wei              | Jekatierina Makarowa Jelena Wiesnina          | 6:4, 6:4          |
| Finalistka    | 15. | 20 maja 2018         | Rzym             | Ceglana        | Andrea Sestini Hlaváčková | Ashleigh Barty Demi Schuurs                   | 3:6, 4:6          |
| Zwyciężczyni  | 22. | 25 sierpnia 2018     | New Haven        | Twarda         | Andrea Sestini Hlaváčková | Hsieh Su-wei Laura Siegemund                  | 6:4, 6:7(7), 10–4 |
| Finalistka    | 16. | 22 września 2018     | Tokio            | Twarda (hala)  | Andrea Sestini Hlaváčková | Miyu Katō Makoto Ninomiya                     | 4:6, 4:6          |
| Finalistka    | 17. | 29 września 2018     | Wuhan            | Twarda         | Andrea Sestini Hlaváčková | Elise Mertens Demi Schuurs                    | 3:6, 3:6          |
| Zwyciężczyni  | 23. | 7 października 2018  | Pekin            | Twarda         | Andrea Sestini Hlaváčková | Gabriela Dabrowski Xu Yifan                   | 4:6, 6:4, 10–8    |
| Zwyciężczyni  | 24. | 23 lutego 2019       | Dubaj            | Twarda         | Hsieh Su-wei              | Lucie Hradecká Jekatierina Makarowa           | 6:4, 6:4          |
| Zwyciężczyni  | 25. | 11 maja 2019         | Madryt           | Ceglana        | Hsieh Su-wei              | Gabriela Dabrowski Xu Yifan                   | 6:3, 6:1          |
| Zwyciężczyni  | 26. | 23 czerwca 2019      | Birmingham       | Trawiasta      | Hsieh Su-wei              | Anna-Lena Grönefeld Demi Schuurs              | 6:4, 6:7(4), 10–8 |
| Zwyciężczyni  | 27. | 14 lipca 2019        | Wimbledon        | Trawiasta      | Hsieh Su-wei              | Gabriela Dabrowski Xu Yifan                   | 6:2, 6:4          |
| Finalistka    | 18. | 3 listopada 2019     | Shenzhen         | Twarda (hala)  | Hsieh Su-wei              | Tímea Babos Kristina Mladenovic               | 1:6, 3:6          |
| Zwyciężczyni  | 28. | 12 stycznia 2020     | Brisbane         | Twarda         | Hsieh Su-wei              | Ashleigh Barty Kiki Bertens                   | 3:6, 7:6(7), 10–8 |
| Finalistka    | 19. | 31 stycznia 2020     | Australian Open  | Twarda         | Hsieh Su-wei              | Tímea Babos Kristina Mladenovic               | 2:6, 1:6          |
| Zwyciężczyni  | 29. | 22 lutego 2020       | Dubaj            | Twarda         | Hsieh Su-wei              | Barbora Krejčíková Zheng Saisai               | 7:5, 3:6, 10–5    |
| Zwyciężczyni  | 30. | 28 lutego 2020       | Doha             | Twarda         | Hsieh Su-wei              | Gabriela Dabrowski Jeļena Ostapenko           | 6:2, 5:7, 10–2    |
| Zwyciężczyni  | 31. | 20 września 2020     | Rzym             | Ceglana        | Hsieh Su-wei              | Anna-Lena Friedsam Raluca Olaru               | 6:2, 6:2          |
| Zwyciężczyni  | 32. | 16 lipca 2023        | Wimbledon        | Trawiasta      | Hsieh Su-wei              | Storm Hunter Elise Mertens                    | 7:5, 6:4          |

## Występy w Turnieju Mistrzyń

### W grze podwójnej
| Rok  | Rezultat | Partnerka                 | Przeciwniczki                         | Wynik    |
| 2018 | Półfinał | Andrea Sestini Hlaváčková | Barbora Krejčíková Kateřina Siniaková | 3:6, 2:6 |
| 2019 | Finał    | Hsieh Su-wei              | Tímea Babos Kristina Mladenovic       | 1:6, 0:6 |

## Występy w Turnieju WTA Elite Trophy

### W grze pojedynczej
| Rok  | Rezultat     | Przeciwniczka                        | Wynik              |
| 2016 | Faza grupowa | Petra Kvitová Roberta Vinci          | 1:6, 4:6 6:4, 6:3  |
| 2017 | Faza grupowa | Sloane Stephens Anastasija Sevastova | 5:0 krecz 3:6, 4:6 |

## Finały juniorskich turniejów wielkoszlemowych

### Gra pojedyncza (3)
| Końcowy wynik | Rok  | Turniej         | Nawierzchnia | Przeciwniczka      | Wynik finału  |
| Zwyciężczyni  | 2002 | Australian Open | Twarda       | Marija Szarapowa   | 6:0, 7:5      |
| Finalistka    | 2002 | US Open         | Twarda       | Marija Kirilenko   | 4:6, 4:6      |
| Zwyciężczyni  | 2003 | Australian Open | Twarda       | Wiktorija Kutuzowa | 0:6, 6:2, 6:2 |

### Gra podwójna (4)
| Końcowy wynik | Rok  | Turniej         | Nawierzchnia | Partnerka           | Przeciwniczki                        | Wynik finału     |
| Zwyciężczyni  | 2001 | Australian Open | Twarda       | Petra Cetkovská     | Anna Bastrikowa Swietłana Kuzniecowa | 7:6(3), 1:6, 6:4 |
| Zwyciężczyni  | 2002 | French Open     | Ceglana      | Anna-Lena Grönefeld | Hsieh Su-wei Swietłana Kuzniecowa    | 7:5, 7:5         |
| Zwyciężczyni  | 2002 | Wimbledon       | Trawiasta    | Elke Clijsters      | Allison Baker Anna-Lena Grönefeld    | 6:4, 5:7, 8:6    |
| Finalistka    | 2003 | Australian Open | Twarda       | Petra Cetkovská     | Casey Dellacqua Adriana Szili        | 3:6, 4:4 krecz   |